# Carl Brühl
Pour les articles homonymes, voir Brühl.
Carl Bernhard Brühl, né en 1820 et mort en 1899, est un professeur de zoologie à l'université de Vienne. Lors d'une lecture du poème Nature de Goethe il fait une grande impression sur Sigmund Freud, alors jeune lycéen. Cette lecture est à l'origine de la vocation de Freud pour la médecine.
Carl Brühl initie Freud à l'utilisation du microscope, puis il l'engage pendant 6 semestres pour des expérimentations zoologiques, à la station de zoologie marine expérimentale de Trieste, en Italie, sous la direction de Carl Claus. Freud y étudie les organes sexuels de l'anguille. Ses dissections confirment l'existence de testicules chez l'anguille mâle. Ses travaux sont publiés en 1877 devant l'Académie des sciences de Vienne.